# Teleiopsis albifemorella
Teleiopsis albifemorella ist ein Schmetterling (Nachtfalter) aus der Familie der Palpenmotten (Gelechiidae).

## Merkmale
Die Falter erreichen eine Flügelspannweite von 19 bis 23 Millimetern. Das zweite Labialpalpensegment ist weiß, besitzt eine schwarze Basis und ist mit wenigen dunkelbraunen Schuppen gesprenkelt. Das dritte Segment ist mit zwei schwarzen Ringen gezeichnet. Der Kopf ist cremeweiß, Thorax und die Schuppen am Flügelgelenk des Mesothorax (Tegulae) sind wie die Vorderflügel gefärbt. Die Fühler sind schwarz und weiß geringelt und bei den Männchen kurz bewimpert. Die Vorderflügel sind cremeweiß und mit hellbraunen, ockerfarbenen und schwarzen Schuppen gesprenkelt. Eine schräg nach außen verlaufende aus schwarzen, erhabenen Schuppen bestehende Binde beginnt in der Nähe der Costaladerbasis und reicht bis vor den Flügelinnenrand. Drei schwarze, ockerfarben umrandete Flecke befinden sich in der Flügelmitte, zwei dieser Punkte befinden sich vor der weißen Subapikalbinde. Der Bereich der Flügelspitze ist dunkel und am Flügelaußenrand mit schwarzen Flecken gezeichnet. Die Fransenschuppen sind grau mit heller Basis. Die Hinterflügel sind hellgrau. Die Unterseite des Abdomens ist cremeweiß.
Die Art zeichnet sich durch geografische Variabilität aus. Die hier angegebenen Merkmale beziehen sich auf die in Frankreich lebende Population. Die im Nordosten der Alpen lebenden Individuen sind weißlicher, Exemplare aus Spanien sind dunkler, hier sind die hellbraunen Schuppen gegen graue ersetzt.
Ähnliche Arten
- Teleiopsis bagriotella Mit dunklerem Kopf, Thorax und Vorderflügeln. Beine häufig rosa, dies tritt bei T. albifemorella nicht in Erscheinung.

## Vorkommen
Teleiopsis albifemorella ist in den südlichen und nördlichen Gebieten der Alpen weit verbreitet. Ein Fund aus den französischen Pyrenäen wird angezweifelt. Weitere Vorkommen befinden sich in den spanischen Pyrenäen und in den Bergen der Abruzzen in Italien sowie auf dem Gebiet der ehemaligen Staatenunion Serbien und Montenegro. Die Art ist in Höhenlagen von 370 bis etwa 2300 Metern anzutreffen.

## Lebensweise
Die Larven leben zwischen den Wurzeln des Schild-Ampfers (Rumex scutatus). Die Larve überwintert und ist zwischen Mai und Juni verpuppungsreif. In Abhängigkeit von der Schneebedeckung werden einzelne Exemplare auch erst im August gefunden. Die Larven verpuppen sich in einem Seidengespinst zwischen den Wurzeln. Teleiopsis albifemorella ist an kalkhaltige Böden gebunden und kommt auf Schutt- und Geröllhalden vor. In den Zentralalpen mit silikatischen Böden ist die Art nicht vertreten.
Die Larven leben von Mai bis August. Die Falter fliegen von Juli bis September, vorzugsweise am späten Nachmittag.

## Synonyme
Aus der Literatur sind folgende Synonyme bekannt:
- Gelechia albifemorella Hofmann, 1867